# Bihastina mera
Bihastina mera là một loài bướm đêm trong họ Geometridae.